# Hilda Louise Hanbury

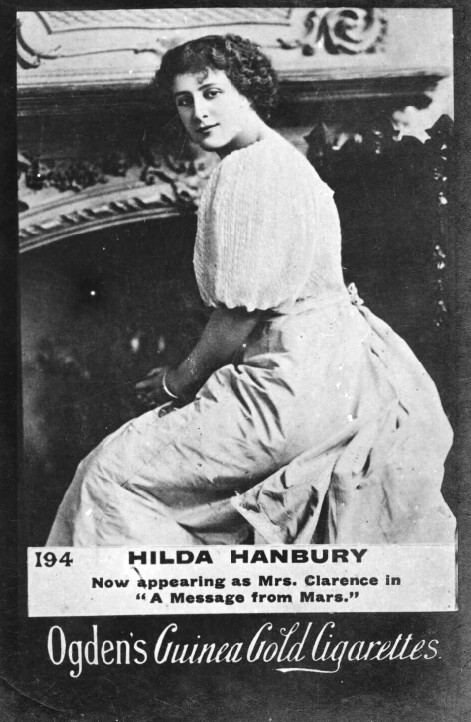
Hilda Hanbury, 1900

Hilda Louise Hanbury, geborene Alcock, verheiratete Fox und später Guedella (* 1875 in St Pancras, London; † 1961 in St. Austell) war eine britische Schauspielerin.

## Leben
Hanbury wurde als Tochter von Matthew Henry Alcock (* 1842) und dessen Ehefrau Elisabeth Davis (1844–1941) geboren. Ihre ältere Schwester Lily Hanbury (1874–1908; geboren als Lillian Florence Alcock) war ebenfalls Schauspielerin. Ihre gemeinsame Cousine war die Schauspielerin Julia Neilson.
Hilda Hanbury trat in Londoner Music Halls auf. 1891 gab sie als Teenager im Londoner West End als Nancy Ditch in dem Stück Miss Tomboy von Robert Williams Buchanan ihr Bühnendebüt. Auf der Bühne sah man sie außerdem als Mitglied von Herbert Beerbohm Trees Theatergruppe, der sie seit 1892 angehörte. Mit der Beerbohm Tree Company gastierte sie 1895 auch bei einer Amerika-Tournee in New York City.
Zu ihren Bühnenrollen gehörte unter anderem die Rolle der Mrs. Clarence in der 1899 uraufgeführten, damals sehr erfolgreichen phantastischen Komödie A Message from Mars von Richard Ganthony. Im August/September 1901 trat sie am Londoner Imperial Theatre als Mrs. Prescott in dem Stück A Man of His World von Boyle Lawrence auf. Außerdem gehörte sie im Februar 1895 mit der Rolle der Countess Volkker zur amerikanischen Erstaufführungsbesetzung des Theaterstücks A Bunch of Violets von Sydney Grundy am Abbey’s Theatre in New York. Aus der Zeit um 1900 existieren auch Fotografien, Künstlerpostkarten und Zigarettenbilder von Hilda Hanbury, die auf eine gewisse Popularität hinweisen. Im Gegensatz zu ihrer Schwester Lily Hanbury spielte sie jedoch zumeist kleine Rollen.
1905 trat sie von der Bühne ab. Im selben Jahr heiratete sie Arthur William Fox (* 1870) in der St. Giles Church in London; eines ihrer drei Kinder war der Künstleragent Robin Fox. Die Scheidung erfolgte 1923. Eine zweite Eheschließung erfolgte mit Herbert Guedella, ihrem Schwager und Mann ihrer verstorbenen Schwester Lily.

## Trivia
Einem Bericht der Londoner Zeitung The Wheelwoman & Society Cycling News vom 14. August 1897 ist zu entnehmen, dass sie und ihre Schwester an der Empire Cycle School am Tavistock Place das Fahrradfahren erlernten, was zur damaligen Zeit bei Frauen erwähnenswert war.